# Janusz Szewczak
Janusz Szewczak, właśc. Jan Włodzimierz Szewczak (ur. 23 września 1953 w Pile) – polski analityk gospodarczy, nauczyciel akademicki i publicysta, główny ekonomista Kasy Krajowej SKOK, poseł na Sejm VIII kadencji, w latach 2020–2024 członek zarządu PKN Orlen.

## Życiorys
Ukończył studia na Wydziale Prawa i Administracji Uniwersytetu Warszawskiego. Odbył staże naukowe na uczelniach w Pradze i Amsterdamie. Od 1977 do 1999 był pracownikiem naukowym Zakładu Prawa Finansowego na WPiA Uniwersytetu Warszawskiego. Był m.in. doradcą komisji sejmowych, współpracownikiem Rządowego Centrum Studiów Strategicznych, doradcą prezesa zarządu Ursusa i zarządu Telewizji Polskiej, asystentem europosła Bogdana Pęka, a także prezesem Polskiego Centrum Badań Społeczno-Ekonomicznych i członkiem zarządu jednej ze spółek zależnych od PZU. Pracował również jako doradca ds. prawnych i ekonomicznych, analityk gospodarczy oraz wykładowca w Wyższej Szkole Ekonomiczno-Informatycznej w Warszawie. Później związany z systemem spółdzielczych kas oszczędnościowo-kredytowych; w 2009 został głównym ekonomistą Kasy Krajowej SKOK.
Jest autorem felietonów i artykułów prasowych, publikowanych m.in. przez „Nasz Dziennik”, „W Sieci”, „Gazetę Polską”, „Niedzielę”, „Tygodnik Solidarność” oraz „Wpis”. Jest również autorem książki Banksterzy. Kulisy globalnej zmowy (2016).
Jako autor ekspertyz współpracował z różnymi partiami (KPN, ROP i LPR). Był również doradcą Samoobrony RP. Działał w ugrupowaniu Naprzód Polsko, był wiceprezesem, a następnie w latach 2009–2010 pełniącym obowiązki prezesa tej partii.
W 1993 bez powodzenia kandydował z ramienia KPN do Senatu w województwie warszawskim. W wyborach parlamentarnych w 2015 kandydował do Sejmu w okręgu chełmskim z listy Prawa i Sprawiedliwości. Uzyskał mandat posła VIII kadencji, otrzymując 7863 głosy. W Sejmie objął funkcję zastępcy przewodniczącego Komisji Finansów Publicznych oraz przewodniczącego Podkomisji stałej do spraw instytucji finansowych. W 2019 nie ubiegał się o reelekcję. W latach 2020–2024 członek zarządu PKN Orlen. W 2024 wszedł w skład komitetu wspierającego kandydaturę Karola Nawrockiego na prezydenta RP w wyborach w 2025; został koordynatorem utworzonego w ramach tego komitetu zespołu ds. gospodarki (wraz z Elżbiety Chojny-Duch).

## Publikacje
- Zielona wyspa czy ruchome piaski. Prawda o polskiej gospodarce, Zysk i S-ka, 2011.
- Polska – kraj absurdów, Wydawnictwo Słowa i Myśli, 2013.
- Wygaszanie Polski 1989–2015 (współautor), Biały Kruk, 2015.
- Repolonizacja Polski (współautor), Biały Kruk, 2016.
- Banksterzy: kulisy globalnej zmowy, Biały Kruk, Kraków 2016.
- Polskość jest przywilejem. Antologia publicystyki patriotycznej (współautor), Biały Kruk, 2016.
- Koniec świata starych elit, Wektory, 2018.
- Idiotokracja, czyli zmowa głupców, Biały Kruk, 2020.
- Chluba i zguba. Antologia najnowszej publicystyki patriotycznej (współautor), Biały Kruk, 2020.
- Pandemia grzechu, czyli śmierć nauczycielką życia, Biały Kruk, 2022.
- Piękno zdeptane, kult brzydoty, Biały Kruk, 2023.

## Odznaczenia
- Medal „Pro Patria” (2023)[16]